# Hellmut Seibt
Hellmut Seibt (* 25. Juni 1929 in Wien; † 21. Juli 1992) war ein österreichischer Eiskunstläufer, der im Einzellauf startete. Er ist der Europameister von 1951 und 1952.
Seibt wurde in den Jahren 1950, 1951 und 1952 österreichischer Meister im Eiskunstlauf.
Nach dem Gewinn der Bronzemedaille bei der Europameisterschaft 1949 und der Silbermedaille 1950 wurde er 1951 und 1952 Europameister. 1951 gewann er zudem bei der Weltmeisterschaft die Bronzemedaille hinter den US-Amerikanern Richard Button und James Grogan. Bei den Olympischen Winterspielen 1952 in Oslo konnte er Grogan bezwingen und gewann hinter Button die Silbermedaille.
Vor seinen Erfolgen im Einzel nahm er Ende der 1940er Jahre zusammen mit Susi Giebsch an Paarlaufwettbewerben teil, allerdings ohne vordere Platzierungen zu erreichen.
Zu Ehren von Hellmut Seibt findet jährlich eine große nationale Eiskunstlaufveranstaltung, das Hellmut-Seibt Memorial statt.

## Ergebnisse
| Wettbewerb / Jahr               | 1947 | 1948 | 1949 | 1950 | 1951 | 1952 |
| ------------------------------- | ---- | ---- | ---- | ---- | ---- | ---- |
| Olympische Winterspiele         |      | 9.   |      |      |      | 2.   |
| Weltmeisterschaften             |      | 7.   | 5.   | 4.   | 3.   | 4.   |
| Europameisterschaften           |      | 7.   | 3.   | 2.   | 1.   | 1.   |
| Österreichische Meisterschaften | 2.   | 3.   | 2.   | 1.   | 1.   | 1.   |